# Свирчовица (пещера)
 Тази статия е за пещерата Свирчовица при Карлуково.  За други значения вижте Свирчовица (пояснение).  
Свирчовица е пропастна пещера в Каменополско-Карлуковския пещерен район. Намира се до с. Карлуково, община Луковит, област Ловеч. Част е от природната забележителност „Карлуковски карстов комплекс“, включващ нея и пещерите Темната дупка, Проходна, Банковица и Хайдушката дупка.
Намира се в местността Пладнището, на около 450 m североизточно от с. Карлуково и на около 300 m югозападно от пропастта Банковица. Разположена е на дъното на голям въртоп.
Стара легенда разказва за името на пещерата: „От незапомнени времена на дъното на въртопа растяло голямо бъзово дърво – свирчена (свирчовина). Голямата му корона закривала входа. Местните пастири, поколение след поколение, майсторили от клоните му медогласни свирки, които огласяли околностите.“
Общата ѝ дължина е 232 m, а дълбочината е 39 m. Триетажна, разклонена пещера, която, макар и малка, е със сложна морфология, което я прави доста сложна за картиране. Картирана е за пръв път през 1948 г. от Петър Трантеев по време на експедиция, организирана от пещерната бригада „Т. Павлов“. Прекартирана е през 1981 г. от Юрий Велинов, Васил Генчев и Скарлет Ланджева от ПК „Еделвайс“ (София), но макар че картата спечелва награда, след това изчезва и после се използват непълни остатъци от оригиналния материал. Отново прекартирана през 1988 г. от Боян Трантеев и Веселин Мустаков от ПК „Иван Вазов“ (София).